# Aplanusiella californiensis
Aplanusiella californiensis är en insektsart som beskrevs av Nielson och Haws 1992. Aplanusiella californiensis ingår i släktet Aplanusiella och familjen dvärgstritar. Inga underarter finns listade i Catalogue of Life.